# Rindbach (Tauber)
Der Rindbach ist ein Bach im Main-Tauber-Kreis im nordöstlichen Baden-Württemberg, der nach einem lange nördlichen, zuletzt ostnordöstlichen Lauf von insgesamt fast 12 km Länge unterhalb von Creglingen von links in die mittlere Tauber mündet.

## Geographie

### Verlauf
Der Rindbach entsteht etwa einen Kilometer südöstlich des Dorfes Rinderfeld der Kleinstadt Niederstetten vor der Nordwestspitze des Waldes Häften im Bereich der Ortswüstung Kunzenweiler an einem Wegekreuz auf etwa 442 m ü. NHN. Er läuft anfangs in einem Weggraben nordwestlich bis westlich. Weniger als 200 Meter vom Nordrand des Weilers Dunzendorf entfernt fließt er dann in einen 0,6 ha großen See mit zwei kleinen Bauminseln ein, dem auch aus Dunzendorf ein weiterer Graben zuläuft. Gleich nachdem der Bach diesen See verlassen hat, fließt er in den 1,2 ha großen Dauersee des Hochwasserrückhaltebeckens Rinderfeld ein, der zusammen mit dem vorigen von einem baumbestandenen Grünstreifen umgeben ist.
Unterhalb des Hochwasserrückhaltebeckens hat der Rindbach ein nur kurzes Stück offenen Laufs, ehe er verdolt das Dorf Rinderfeld nordwärts durchquert. Nach dem anderen Dorfende fließt er weiter unterirdisch noch durch ein Feld und tritt dann an der Kläranlage wieder in einem Graben zutage. Dort etwa entwickelt sich die zuvor nicht sehr tiefe Geländemulde des Bachs auch zu einem der regionaltypischen Muschelkalktäler mit von Zeit zu Zeit Waldstücken am Hang. Nachdem er einen solchen Abschnitt mit Wald an beiden Hängen durchlaufen hat, schwenkt er für eine nur kurze Strecke nach Nordosten und fließt unter dem Weikersheimer Weiler Oberndorf am linken Oberhang vorbei zum gleich folgenden Creglinger Weiler Standorf überwiegend am rechten Ufer. Durch diesen Ort fließt von Süden her der Streichentaler Bach zu, ein dort nicht viel kürzerer Bach mit weniger beständiger Wasserführung.
Unterhalb von Standorf hat das Tal wieder nördliche Hauptrichtung; der nun meist von einer Baumgalerie begleitete Bach und das an den Hängen oft bewaldete Tal legen sich nun aber in stärkere Schlingen. Auf diesem Abschnitt läuft aus der Seitenklinge Störrental aus dem Südwesten der hier einzige zumindest abschnittsweise beständige Nebenbach zu. Nach diesem siedlungslosen Abschnitt durchfließt der Rindbach das Creglinger Dorf Niederrimbach. Dort mündet in der Ortsmitte von links der größte und ebenfalls längstenteils nordwärts fließende Zufluss Neubronner Bach.
Nach dem Dorfende wenden sich das ab dort auffällig breiter werdende Tal und der Bach für dessen weniger als zwei Kilometer langen Restlauf langsam auf Ostlauf. Schließlich mündet der Rindbach auf ca. 263 m ü. NHN kurz nach der Kläranlage von Creglingen und etwas vor dem Wasserwerk in der Flussaue und der bayerischen Landesgrenze von links in die hier nordwärts laufende mittlere Tauber.
Der Rindbach mündet damit nach ca. 11,7 km langem Lauf mit mittleren Sohlgefälle von rund 15 ‰ etwa 179 Höhenmeter unterhalb seines Ursprungs.

### Einzugsgebiet
Der Rindbach hat ein oberirdisches Einzugsgebiet von 29,1 km² Größe. Es erstreckt sich bei nicht sehr wechselhafter Breite von drei bis unter vier Kilometern quer dazu ungefähr neun Kilometer weit von wenig südlich von Dunzendorf nach Norden bis ungefähr zur Grenze zum bayerischen Gebietsanteil um den Nordbogen der mittleren Tauber nordwestlich von Creglingen. Der mit 470 m ü. NHN höchste Punkt darin liegt nahe der Südostecke und des Lichteler Landturms. Naturräumlich gesehen, gehört es mit einem kleinen Teil im Süden zum Unterraum Südwestliche Rothenburger Landwehr der Hohenloher und Haller Ebene, während der große Mittelteil zum Unterraum Südliche Tauberplatten und der kleine Mündungskeil ab Niederrimbach zum Unterraum Taubertal bei Bieberehren des Tauberland gerechnet werden.
Reihum grenzt es an die Einzugsgebiete folgender Nachbarflüsse:
- an der Nordostecke im Mündungsbereich an das unmittelbare der aufnehmenden Tauber;
- im übrigen Osten an das des oberen Tauber-Zuflusses Herrgottsbach, der teils über seine linken Zuflüsse bis hinauf zum Klingenbach konkurriert;
- jenseits der Südgrenze führt der Wildentierbach seinen Abfluss über den Reutalbach zum abwärtigen Tauber-Zufluss Vorbach;
- hinter der Westgrenze sammelt zum größten Teil der Vorbach-Zufluss Ebertsbronner Bach das Wasser, zuletzt der Vorbach-Zufluss Landgraben;
- jenseits der nördlichen Wasserscheide laufen einige kleine, nur intermittierend wasserführende oder ganz trockene Klingen zum Tauberbogen um Bieberehren.

Auf dem kleineren Teil des Gebietes steht Wald in Gestalt etlicher, teilweise recht großer Waldinseln vor allem auf dem der Wasserscheide nahen Bereich der Hochfläche und an den Talhängen. Im größeren offenen Teil der Landschaft wird vor allem Ackerbau betrieben.
Anteil am Einzugsgebiet haben im Süden die Gemarkung Rinderfeld der Kleinstadt Niederstetten mit dem Weiler Dunzendorf, dem Dorf Rinderfeld und dem Weiler Streichental; der westliche Teil des größeren Restes gehört zur Kleinstadt Weikersheim und überwiegend zu deren Stadtteilgemarkung Neubronn, hierin liegen der Weiler Oberndorf und das Dorf Neubronn, während der östliche Teil zur Kleinstadt Creglingen zählt und überwiegend mit dem Weiler Standorf zu dessen Stadtteil Niederrimbach. Ein winziger unbesiedelter Zwickel ganz im Norden ist Teil der Gemarkung Klingen der Gemeinde Bieberehren im bayerischen Landkreis Würzburg.
Bedingt durch die Verkarstung (siehe unten → Geologie) können sich die Abflussverhältnisse deutlich von dem Einzugsgebiet unterscheiden, das aus der Topographie abgeleitet wird. 1953 wurde ein Markierungsversuch an einer Versickerungsstelle ⊙ durchgeführt, die südöstlich von Wermutshausen knapp einen Kilometer außerhalb des Einzugsgebiets des Rindbachs liegt. Die ersten Austritte des Markierungsmittel erfolgten am Habelbrunnen (Strecke 8,0 km, Fließzeit 26,5 h, Abstandsgeschwindigkeit 302 m/h) und am Hagenbrunnen (Strecke 7,25 km, Fließzeit 33,5 km, Abstandsgeschwindigkeit 216 m/h), die unterhalb und oberhalb von Niederrimbach im Rindbachtal liegen. 48 Stunden nach Versuchsbeginn setzten starke Regenfälle ein. Deutlich später trat Markierungsmittel an Quellen am Ebertsbronner Bach (Pumpwerk bei Wermutshausen (Strecke 1,5 km, Fließzeit 102,5 h, Abstandsgeschwindigkeit 28 m/h) und Stollenquelle in Ebertsbronn (Strecke 3,0 km, Fließzeit 115,5 h, Abstandsgeschwindigkeit 44 m/h)) sowie am Vorbach (Ziegelbrünnle in Niederstetten, Strecke 3,25 km, Fließzeit 216,5 h, Abstandsgeschwindigkeit 19 m/h) aus. Die Versuchsergebnisse deuten darauf hin, dass der übliche Abflussweg von der Versickerungsstelle nach Norden zum Rindbach verläuft und erst bei deseen Überlastung Abflüsse in einem höheren Grundwasserstockwerk nach Westen zu Quellen am Vorbach und seinem Zufluss Ebertsbronner Bach erfolgen.

### Zuflüsse und Seen

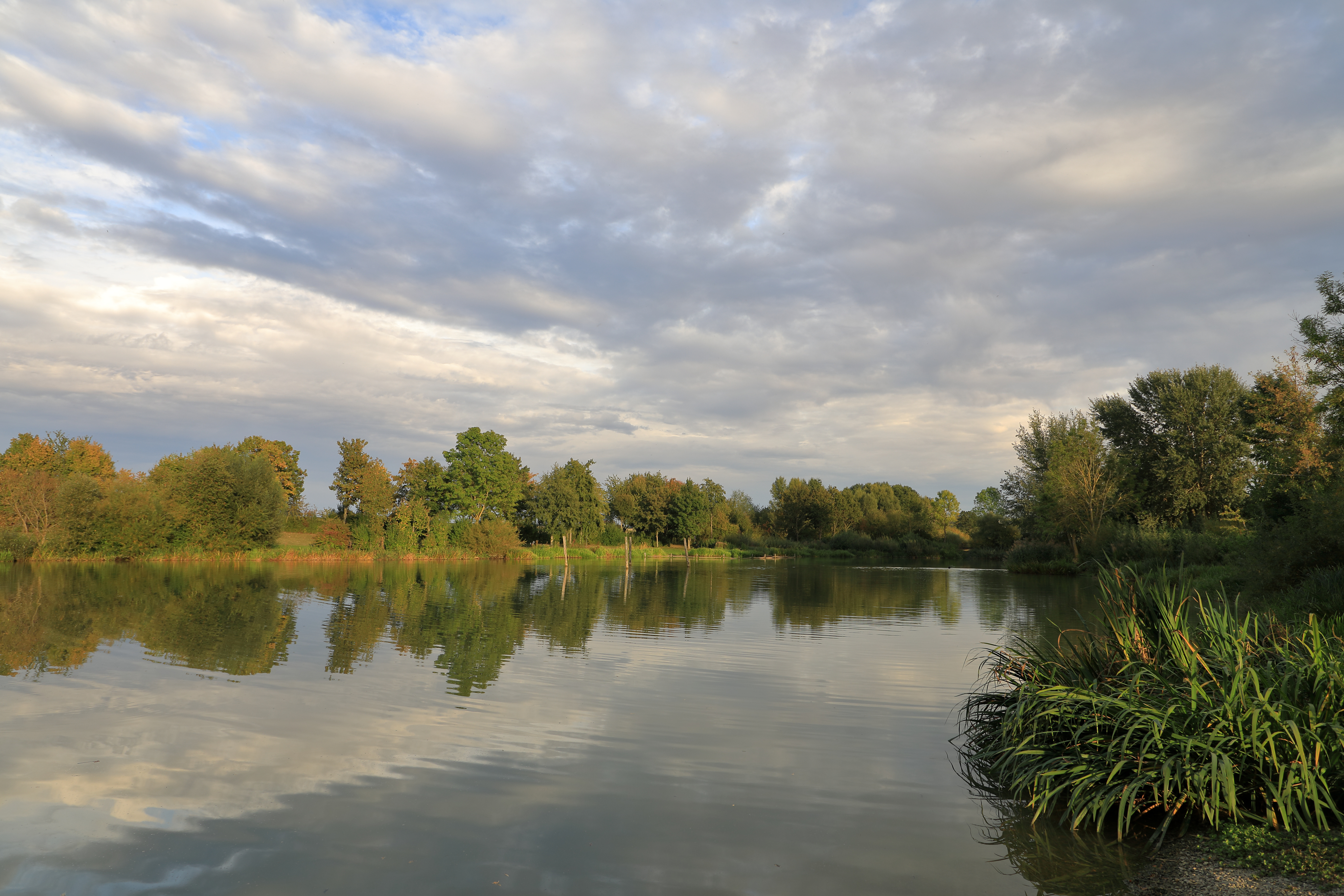
Am südlichen Ortsrand von Rinderfeld erstreckt sich der Mitte der 1990er Jahre als Regenrückhaltebecken erbaute Rinderfelder See, in dem heute auch gebadet wird

Liste der Zuflüsse und  Seen von der Quelle zur Mündung. Gewässerlänge, Seefläche, Einzugsgebiet und Höhe nach den entsprechenden Layern auf der Onlinekarte der LUBW. Andere Quellen für die Angaben sind vermerkt.
Ursprung des Rindbachs in einem Feldweggraben, der auf etwa 442 m ü. NHN an einem Feldwegdreieck vor der Waldinsel Häften im Ostsüdosten von Niederstetten-Rinderfeld beginnt. Der Graben läuft etwa westnordwestlich.
- Durchfließt auf unter 435 m ü. NHN einen See mit zwei Bauminseln südöstlich von Rinderfeld, 0,6 ha.
- (Graben von Dunzendorf her), von links und Süden im vorigen, ca. 0,4 km[LUBW 7] und ca. 0,7 km².[LUBW 8] Entsteht auf ca. 439 m ü. NHN an einem Feldweg dem südlichen Weichbildrand von Niederstetten-Dunzendorf entlang und durchfließt den Ort größtenteils verdolt.
- Durchfließt weniger als 30 Meter nach dem vorigen auf 433 m ü. NHN[5] den Dauersee im Hochwasserrückhaltebecken Rinderfeld wenig südlich von Rinderfeld, 1,2 ha.
Unterhalb des Damms fließt der Bach nur kurz offen, dann verdolt durch Rinderfeld und weiter bis zu dessen Kläranlage in ab dem Becken nun meist nördlicher Richtung in ausgebildetem Tal. Erst etwas vor Weikersheim-Oberndorf am linken Hang wird der zuvor gerade Lauf etwas natürlicher.
- Streichentaler Bach, von rechts und Südsüdosten auf über 370 m ü. NHN in Creglingen-Standorf, ca. 4,4 km[LUBW 9] und 5,6 km². Entsteht auf etwa 445 m ü. NHN am Nordrand des Häften als Feldweggraben. Durchweg unbeständiger Lauf.
- (Bach aus dem Störrental), von links und Südwesten auf 326 m ü. NHN[LUBW 10] weniger als anderthalb Kilometer südlich von Niederrimbach, 1,0 km und 2,0 km². Entsteht auf etwa 380 m ü. NHN an einem Wäldchen im Schneidersgrund etwa zwischen Oberndorf und Weikersheim-Neubronn.
  -  Durchfließt am Mittellauf auf etwa 350 m ü. NHN einen Teich, unter 0,1 ha.
- Neubronner Bach, von links und Südsüdwesten auf etwa 292 m ü. NHN in Creglingen-Niederrimbach, 6,7 km und 7,5 km². Entsteht auf etwa 423 m ü. NHN als Graben an einem Feldwegkreuz zwischen Pfaffenholz im Westen und der K 2861 Rinderfeld–Weikersheim-Laudenbach im Osten. Anfangs teils verdolter Lauf, danach weiter bis Neubronn unbeständig.
  - (Bach aus der Nonnenklinge), von links und Westnordwesten auf etwa 420 m ü. NHN zwischen Neubronn und Niederrimbach, 1,1 km und ca. 0,9 km².[LUBW 8] Entsteht auf etwa 395 m ü. NHN an einem Feldwegstern am Weg von Neubronn nach Röttingen.

Auf seinem noch etwa 1,3 km langen Restlauf wendet sich der Rindbach auf Ostlauf.
- (Trockental Fetzerklinge), von links und Westen auf etwa 285 m ü. NHN nach Niederrimbach gegenüber der Kläranlage, Tallänge wenigstens ca. 0,9 km[LUBW 7] und ca. 1,0 km².[LUBW 8] Merkliche Talmulde ab etwa 350 m ü. NHN an einem Feldwegstern nordwestlich von Niederrimbach.

Mündung des Rindbachs von links und zuallerletzt etwa Westen auf ca. 263 m ü. NHN kurz nach der Kläranlage nach Creglingen in die mittlere Tauber. Der Rindbach ist 11,7 km lang und hat ein Einzugsgebiet von 29,1 km².

### Flusssystem Tauber
- Fließgewässer im Flusssystem Tauber

## Hochwasserrückhaltebecken
Wenig südlich von Rinderfeld  wurde im Jahre 1988 das Hochwasserrückhaltebecken Rinderfeld erbaut. Hinter einem 8,2 m hohen Erddamm sind auf einer Fläche von 1,2 ha dauerhaft 26.000 m³ Wasser angestaut. Bei Hochwasser fasst das vom Rindbach durchflossene und auch von einem kleinen Zulauf aus Dunzendorf gespeiste Becken weitere 168.000 m³, die gesteuert abgelassen werden. Im See wird auch gebadet.

## Geologie
Um die oberen Einzugsgebiet des Rindbachs und seines zweitgrößten, ähnlich weit im Süden seinen Lauf beginnenden Zuflusses Streichentaler Bach liegen zusammenhängende geschlossene Halbringe aus Lettenkeuper (Erfurt-Formation), der höchsten Schicht des Trias im Einzugsgebiet. Sie zieht sich auf der östlichen Wasserscheide nach Norden fort bis über die Breite von Standorf hinaus, in Gestalt von Schichtinseln auch an der westlichen und im Innern bis wenig südlich von Niederrimbach.
Die im Einzugsgebiet dominierende Schicht ist jedoch der Obere Muschelkalk, in dem die meisten Bäche entspringen und der Rindbach wie sein größter Zufluss Neubronner Bach bis wenig vor Niederrimbach auch verbleiben. Danach liegen die beiden Bachbette im Mittleren Muschelkalk, in dem der Rindbach auch mündet.
Vereinzelt liegen auf dem Oberen Muschelkalk auch kleine Inseln von Lösssediment aus quartärer Ablagerung.
Der Streichentaler Bach durchquert am Oberlauf einen von Südwest nach Nordost streichenden Horst. In Neubronn quert am Laufknick des Neubronner Bachs eine Störung mit der Hochscholle im Südwesten von Südwest nach Nordwest dessen Tal.
Im Einzugsgebiet gibt es zahlreiche Verkarstungen des Oberen Muschelkalks anzeigende Dolinen, vor allem in den Waldgebieten nahe den Wasserscheiden. Teilweise sind sie durch eingeschwemmten Lehm plombiert und beherbergen deshalb Dolinenteiche. Zwei solcher Hülben sind als Geotope ausgewiesen, eine in einer mit 50 Metern Durchmesser recht große Doline liegt im dolinenreichen Wald Häften südsüdöstlich von Streichental, eine kleinere mit nur 12 Metern Dolinendurchmesser südöstlich von Standorf im Wald Birken.

## Natur und Schutzgebiete
Der Rindbach ist auf seinem wieder offenen Lauf ab der Kläranlage von Rinderfeld bis zur Mündung als grobmaterialreicher karbonatischer Mittelgebirgsbach klassifiziert. Ab Standorf fließt er meist recht naturnah, oft in Mäandern und gewöhnlich von einem Auwaldstreifen begleitet, während der Oberlauf eine nur selten von Gehölz bestandene Grabenrinne ist, Ähnlich beim Neubronner Bach, der erst unterhalb von Neubronn ein natürlicheres Gepräge hat und zu Anfang sogar abschnittsweise – sei’s in einer Dränage, sei’s natürlich – im Untergrund von Feldern fließt. Der am unbeständigsten fließende Streichentaler Bach unter den drei großen Gewässern hat kaum je Ufervegetation, er fließt, wenn überhaupt, fast durchweg in sehr geraden Gräben.
Die drei großen Bachtäler gehören zumindest teilweise den Landschaftsschutzgebieten Weikersheim und Creglingen an, das Rindbachtal ab der Stadtgrenze von Niederstetten zu Weikersheim, das Untertal des Streichentaler Bachs schon kurz nach der Stadtgrenze von Niederstetten zu Creglingen und das Untertal des Neubronner Bachs nach Neubronn – die Talorte jeweils ausgenommen.
An den Talhängen finden sich häufig die regionaltypischen Steinriegel. Fast das ganze Einzugsgebiet liegt in einem großen Wasserschutzgebiet.

### LUBW
Amtliche Online-Gewässerkarte mit passendem Ausschnitt und den hier benutzten Layern: Lauf und Einzugsgebiet des Rindbachs

Allgemeiner Einstieg ohne Voreinstellungen und Layer: Daten- und Kartendienst der Landesanstalt für Umwelt Baden-Württemberg (LUBW) (Hinweise)
1. 1 2 3 4  Höhe nach dem Höhenlinienbild auf dem Hintergrundlayer Topographische Karte.
2. 1 2  Länge ab dem Rückhaltebecken südlich von Rinderfeld nach dem Layer Gewässernetz (AWGN); ein hierbei nicht berücksichtigter Oberlaufabschnitt von etwa 1,0 km Länge wurde abgemessen auf dem Hintergrundlayer Topographische Karte.
3. 1 2  Einzugsgebiet aufsummiert aus den Teileinzugsgebieten nach dem Layer Basiseinzugsgebiet (AWGN).
4. ↑  Länge nach dem Layer Gewässernetz (AWGN).
5. 1 2  Seefläche nach dem Layer Stehende Gewässer.
6. ↑  Einzugsgebiet nach dem Layer Basiseinzugsgebiet (AWGN).
7. 1 2  Länge abgemessen auf dem Hintergrundlayer Topographische Karte.
8. 1 2 3  Einzugsgebiet abgemessen auf dem Hintergrundlayer Topographische Karte.
9. ↑  Länge ab dem Abzweig non der L 1020 nach Streichental südlich des Orts nach dem Layer Gewässernetz (AWGN); ein hierbei nicht berücksichtigter Oberlaufabschnitt von etwa 1,0 km Länge wurde abgemessen auf dem Hintergrundlayer Topographische Karte.
10. ↑  Höhe nach blauer Beschriftung auf dem Hintergrundlayer Topographische Karte.
11. ↑  Hochwasserrückhaltebecken nach dem Layer Stauanlage.
12. ↑  Fließgewässertyp nach dem einschlägigen Layer.
13. ↑  Schutzgebiete nach den einschlägigen Layern, Natur teilweise nach dem Layer Biotop.

### Andere Belege
1. ↑  Modellierte Werte nach Abfluss-BW Gewässerknoten MQ/MNQ
2. ↑  Wolf-Dieter Sick: Geographische Landesaufnahme: Die naturräumlichen Einheiten auf Blatt 162 Rothenburg o. d. Tauber. Bundesanstalt für Landeskunde, Bad Godesberg 1962. → Online-Karte (PDF; 4,7 MB)
3. ↑  Geotopsteckbrief Versickerungsstelle SE von Wermutshausen beim Landesamt für Geologie, Rohstoffe und Bergbau (PDF, 331 KB)
4. ↑  Walter Carlé: Blatt 6525 Weikersheim der Geologischen Karte von Baden-Württemberg, Erläuterungen. Freiburg im Breisgau/Stuttgart 1992 (Unveränderter Nachdruck der Ausgabe von 1973), Seite 63–66.
5. ↑  Höhe nach blauer Beschriftung auf dem Layer WMS ARKIS Digitale Topographische Karte 1:10.000 auf: Geoportal Baden-Württemberg (Hinweise)
6. ↑  Geologie nach den Layern zu Geologische Karte 1:50.000 auf: Mapserver des Landesamtes für Geologie, Rohstoffe und Bergbau (LGRB) (Hinweise)
7. ↑  Geotopsteckbrief Hülbe im Wald Häften  beim Landesamt für Geologie, Rohstoffe und Bergbau (PDF, 869 KB)
8. ↑  Geotopsteckbrief Hülbe im Wald Birken  beim Landesamt für Geologie, Rohstoffe und Bergbau (PDF, 303 KB)